# Рауна
Ра́уна (латыш. Rauna, исторические названия: др.-рус. Ровно (название преобладает в русских документах времён Ливонской войны) и Ронненбург, от нем. Ronneburg, т.е. «Крепость на реке Ронне (или Рауне)») — крупное село в северной части Латвии, административный центр Раунского края и Раунской волости.
Расположено на Видземской возвышенности, в долине реки Рауны, в 23 км к востоку от Цесиса.

## История
В Средние века Рауна была одним из наиболее важных центров Ливонского ордена.
Основная достопримечательность села — руины немецкого замка Роннебург, в XIV—XVI вв. служившего одной из резиденций Рижских архиепископов.
В советское время населённый пункт был центром Раунского сельсовета Цесисского района. В селе располагалось Цесисское объединение «Латвсельхозтехники», колхоз «Сарканайс Октобрис».

## Достопримечательности
- Городище Танискалнс, где до XIII века находилось древнее поселение[4].
- Замок Роннебург рижского архиепископа, XIII—XVII вв[5].
- Раунская лютеранская церковь со средневековыми барельефами из доломита «Христос на кресте» и «Адам и Ева» (XIV в). Во второй половине XVII в. в церкви служил один из первых академически образованных священников латышского происхождения Янис Рейтерс (ок. 1632—1697). Церковь перестроена в начале XIХ в и в 1936—1937 годах.
- «Играющая на кокле» — памятник погибшим в Первой мировой войне (K. Земдега, 1933).
- Памятник расстрелянным 8 июля 1941 года советским активистам (1982), среди которых оказался кавалер Ордена Лачплесиса Артур Петрович Милниньш-Милнис[6].
- Старое русло реки Рауны с отвесными берегами и «плачущей скалой», или Раунским Стабурагсом.
- Полупоместье Цимзе, где родился композитор, основатель латышской хоровой культуры, собиратель фольклора и педагог Янис Цимзе (1814—1881).